# 中国水电
中国水利水电建设股份有限公司，簡稱中国水利水电建设股份，以及中水（英語：Sinohydro Group Limited）。2009年，由中国水利水电建设集团公司、中国水电工程顾问集团公司参股而設，现在為中国电力建设集团有限公司旗下公司。
其業務於全球和國內經營水利水电建设工程的总承包和相关的勘测设计、施工、咨询、监理等配套服务，以及机电设备、工程机械的制造、安装、贸易业务，电力、公路、铁路、港口与航道、机场和房屋建筑、市政公用、城市轨道等方面的工程设计、施工、咨询和监理业务；投融资业务；房地产开发经营业务；进出口贸易等行業，董事長為晏志勇，總經理為孙洪水。
該股份2011年10月18日於上海證券交易所上市，招股價為4.5元人民幣，所有發行配售為30亿股，而集資額為135億元人民幣，其中海爾集團、海通證券、光大證券為主要策略投資者。

## 参阅
- 中华人民共和国可再生能源

## 連結
- Sinohydro.com